# South Wheatley
South Wheatley är en by i North and South Wheatley i Bassetlaw i Storbritannien. Den ligger i grevskapet Nottinghamshire och riksdelen England, i den sydöstra delen av landet, 210 km norr om huvudstaden London. Civil parish hade 102 invånare år 2001. South Wheatley var en civil parish fram till 2015 när blev den en del av North and South Wheatley.